# Новоселка (Караідельський район)
Новосе́лка (рос. Новосёлка, башк. Новоселка) — присілок у складі Караідельського району Башкортостану, Росія. Входить до складу Караідельської сільської ради.
Населення — 24 особи (2010; 35 у 2002).
Національний склад:
- башкири — 40 %
- росіяни — 31 %